# Bollywood

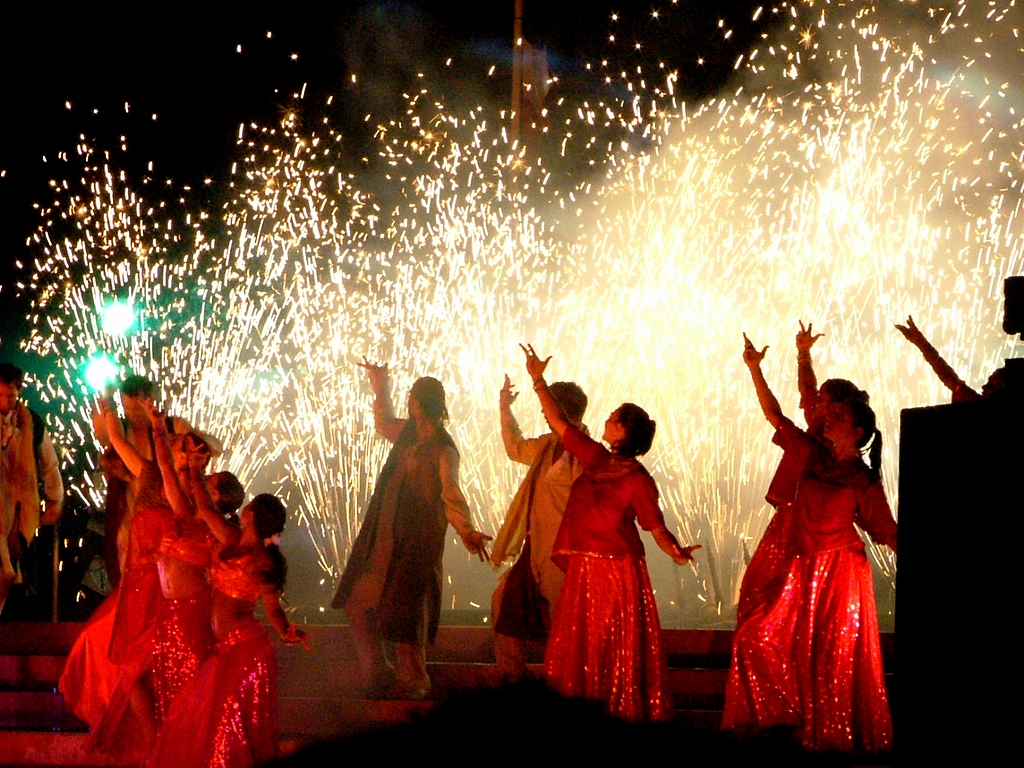
Een typisch Bollywoodtafereel

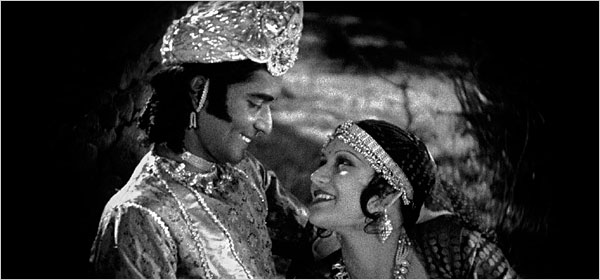
Een scène uit Prapancha Pash (1929)

Hindi filmindustrie, beter bekend als Bollywood, is de Indiase Hinditalige filmindustrie in de grootstad Bombay (Mumbai). De naam Bollywood is een samentrekking van Bombay en Hollywood. India heeft de grootste filmindustrie ter wereld, gemeten naar het aantal geproduceerde films. Mensen uit de hele wereld komen acteren en werken in Bollywood.

## Etymologie
"Bollywood" is een samentrekking afgeleid van Bombay (de vroegere naam van Mumbai) en "Hollywood", een afkorting voor de Amerikaanse filmindustrie die is gevestigd in Hollywood, Californië.
De term "Tollywood", voor de in Tollygunge gevestigde filmindustrie van West-Bengalen, dateert van voor "Bollywood". Het werd gebruikt in een Amerikaans cinematografie-artikel uit 1932 door Wilford E. Deming, een Amerikaanse ingenieur die hielp bij het produceren van het eerste Indiase geluidsbeeld.
"Bollywood" is waarschijnlijk uitgevonden uit de in Bombay gevestigde filmvakbladen in de jaren zestig of zeventig, hoewel de exacte uitvinder per bron verschilt. Filmjournalist Bevinda Collaco beweert dat ze de term heeft bedacht voor de titel van haar column in het tijdschrift Screen. Haar column getiteld "On the Bollywood Beat" omvatte studionieuws en roddels over beroemdheden. Andere bronnen stellen dat tekstschrijver, filmmaker en geleerde Amit Khanna de schepper was. Het is niet bekend of het is afgeleid van "Hollywood" via "Tollywood", of rechtstreeks is geïnspireerd door "Hollywood".
De term is bekritiseerd door sommige filmjournalisten en critici, die geloven dat het impliceert dat de industrie een arme neef van Hollywood is.

## Geschiedenis
De geschiedenis van film in India  gaat terug tot 1913, toen Dadasaheb Phalke's film Raja Harishchandra werd uitgebracht. Hoewel Ramchandra Torne's Shree Pundalik een jaar eerder in de bioscoop te zien was zijn er discussies, gezien het een opgenomen toneelstuk is en geen echte film, wordt Phalke gezien als de grondlegger. De mannelijk hoofdrol werd gespeeld door Dattatraya Damodar Dabke, de vrouwelijke hoofdrol werd ook gespeeld door een man, Anna Salunke, gezien geen vrouwen bereid waren mee te spelen. Na het succes van Raja Harishchandra vond Phalke toch vrouwen die in zijn film wilden spelen en dat werden Durgabai Kamat en haar dochter Kamlabai Gokhale in de 1913 film Mohini Bhasmasur.
In 1930 was de industrie al zo gegroeid dat er zo'n 200 films per jaar werden geproduceerd. De eerste film met geluid was Alam Ara uit 1931 met Zubeida en Master Vithal. De eerste kleurenfilm, getiteld Kisan Kanya, werd in 1937 uitgebracht met in de hoofdrollen Ghulam Mohammed en Padma Devi.
In 1973 werd de film Zanjeer uitgebracht. Deze betekende een keerpunt omdat hier gebroken werd met het klassieke Bollywoodimago en overgegaan werd tot rauwe actie. In de jaren '70 en '80 werden veel actiefilms uitgebracht, waaronder veel zogenaamde Currywesterns. Een voorbeeld hiervan is de western Sholay, die gezien wordt als de meest succesvolle Indiase film ooit. In de jaren '90 kwam de nadruk weer meer te liggen op de romantiek.
Eind 20e eeuw werd de filmindustrie in Bollywood bijgebeend door de productie van televisieprogramma's en videospelletjes. Tegelijk werd het interessant om budgetvriendelijker alternatieven te zoeken buiten Bombay, voor locatie-opnames maar ook in nieuwe studio's, in diverse andere Indiase steden.
Aan het begin van de 21e eeuw begonnen de Bollywoodfilms ook door te breken in Europa, vooral daar waar zich veel Indiase en Pakistaanse migranten vestigden zoals in het Verenigd Koninkrijk.
In 2000 werd het eerste Bollywood wassenbeeld in Londen geplaatst. Inmiddels hebben verschillende vestigingen van Madame Tussauds een selectie Bollywood acteurs en zangers vereeuwigd: Amitabh Bachchan, Kajol, Madhuri Dixit, Anil Kapoor, Aishwarya Rai, Hrithik Roshan, Kareena Kapoor, Katrina Kaif, Ranbir Kapoor, Madhubala, Shreya Ghoshal, Sonu Nigam, Varun Dhawan, Salman Khan, Shah Rukh Khan, Sunny Leone, Asha Bhosle, Deepika Padukone, Shahid Kapoor, Karan Johar, Anushka Sharma, Diljit Dosanjh en Sridevi.

## Films
De geproduceerde films zijn meestal in het Hindi gesproken, hoewel Engelse ondertiteling gebruikelijk is. De films zijn in het algemeen levendige musicals die tijdloze verhalen vertellen over liefde en onrust; het zijn flinke publiekstrekkers. Ook buiten India genieten de films populariteit, vooral bij de aanzienlijke diaspora van dit subcontinent. 
Films uit Bollywood hebben hun eigen interne logica en kunnen even surrealistisch zijn als musicals uit Amerikaanse of Europese studio's. De muziek en zang zijn meestal tevoren opgenomen, waarna de acteurs er later overheen playbacken. Er is wel een trend om acteurs vaker zelf te laten zingen.
Door de toenemende zichtbaarheid en de grotere publieksaantallen kunnen sommige Bollywoodfilms op redelijk grote budgetten bogen, waardoor ze beroemde filmsets kunnen gebruiken, zoals Hatfield House en Blenheim Palace in het Verenigd Koninkrijk.
Het gros van de films is in te delen in de volgende genres:
- Oude hindoeïstische verhalen uit het Sanskriet, hierbij worden epische verhalen verfilmd.
- Indiase theatervoorstellingen die verfilmd zijn.
- Moderne verhalen, vaak romantische komedies. Soms zijn het ook remakes van andere filmindustries waaronder Hollywood-films.

## Prijzen
Bollywood kent eigen filmprijzen:
- de prestigieuze Filmfare Awards, die het dichtst in de buurt van de Oscars komen
- Stardust Awards
- Star Screen Awards
- Bollywood Movie Awards, die elk jaar op Long Island (in New York) worden uitgereikt.
- Global Indian Film Awards, die elk jaar in een ander land worden uitgereikt.
- International Indian Film Academy Awards, die ook elk jaar in een ander land worden uitgereikt. In 2005 gebeurde dit in Amsterdam.
- Zee Cine Awards, ook elk jaar in een ander land gehouden.

## Bekende acteurs en actrices
Acteurs
- Aamir Khan
- Aditya Roy Kapur
- Ajay Devgn
- Akshay Kumar
- Amitabh Bachchan
- Anil Kapoor
- Arjun Kapoor
- Arjun Rampal
- Ayushmann Khurrana
- Amrish Puri
- Aparshakti Khurana
- Bobby Deol
- Chunky Panday
- Dev Anand
- Dharmendra
- Dilip Kumar
- Emraan Hashmi
- Farhan Akhtar
- Govinda
- Gulshan Grover
- Hrithik Roshan
- Irrfan Khan
- Jackie Shroff
- John Abraham
- Jeetendra
- Johnny Lever
- Kartik Aaryan
- Kader Khan
- Kabir Bedi
- Mithun Chakraborty
- Nawazuddin Siddiqui
- Om Puri
- Prem Chopra
- Raaj Kumar
- Raj Kapoor
- Rajesh Khanna
- Rajkummar Rao
- Ranbir Kapoor
- Ranveer Singh
- Rishi Kapoor
- Riteish Deshmukh
- Saif Ali Khan
- Salman Khan
- Sanjay Dutt
- Shah Rukh Khan
- Shakti Kapoor
- Shashi Kapoor
- Sidharth Malhotra
- Suniel Shetty
- Sunil Dutt
- Sunny Deol
- Tiger Shroff
- Varun Dhawan
- Vinod Khanna

Actrices
- Aishwarya Rai
- Alia Bhatt
- Anushka Sharma
- Aruna Irani
- Bindu
- Bipasha Basu
- Deepika Padukone
- Dimple Kapadia
- Disha Patani
- Farida Jalal
- Helen
- Hema Malini
- Jacqueline Fernandez
- Juhi Chawla
- Kajol
- Kangana Ranaut
- Kareena Kapoor
- Karishma Kapoor
- Katrina Kaif
- Kriti Sanon
- Madhubala
- Madhuri Dixit
- Manisha Koirala
- Meena Kumari
- Mumtaz
- Nargis
- Nora Fatehi
- Nutan
- Nushrat Bharucha
- Parveen Babi
- Pooja Bhatt
- Preity Zinta
- Priyanka Chopra
- Rakhee Gulzar
- Radhika Apte
- Rani Mukerji
- Raveena Tandon
- Rekha
- Sara Ali Khan
- Shabana Azmi
- Shilpa Shetty
- Shraddha Kapoor
- Sonakshi Sinha
- Sonali Bendre
- Sonam Kapoor
- Sridevi
- Taapsee Pannu
- Tabu
- Tanuja
- Urmila Matondkar
- Vidya Balan
- Vyjayanthimala
- Waheeda Rehman
- Yami Gautam